# 特羅斯尼克
48°6′0″N 22°57′1″E / 48.10000°N 22.95028°E
特羅斯尼克（烏克蘭語：Тросник），是烏克蘭西部的村莊，隸屬外喀爾巴阡州的貝雷霍韋區。該村面積3.68平方公里，海拔高度126米，人口2,200，人口密度每平方公里60.33人。